# George H. Morris
George H. Morris (Nueva York, 26 de febrero de 1938) es un jinete estadounidense que compitió en la modalidad de salto ecuestre.
Participó en los Juegos Olímpicos de Roma 1960, obteniendo una medalla de plata en la prueba por equipos. Ganó una medalla de oro en el Juegos Panamericanos de 1959.

## Palmarés internacional
| Juegos Olímpicos     | Juegos Olímpicos         | Juegos Olímpicos | Juegos Olímpicos |
| Año                  | Lugar                    | Medalla          | Categoría        |
| -------------------- | ------------------------ | ---------------- | ---------------- |
| 1960                 | Roma (Italia)            | Medalla de plata | Por equipos      |
| Juegos Panamericanos |                          |                  |                  |
| Año                  | Lugar                    | Medalla          | Categoría        |
| 1959                 | Chicago (Estados Unidos) | Medalla de oro   | Por equipos      |